# تزيوكت (تيسراس)
تزيوكت هي إحدى مشيخات المملكة المغربية، تتبع جغرافيا لإقليم تارودانت وإداريًا لتيسراس. يقدر عدد سكانها بـ 6666 نسمة حسب الإحصاء الرسمي للسكان والسكنى لسنة 2004.